# Agrypon confusum
Agrypon confusum là một loài tò vò trong họ Ichneumonidae.